# محمد رايحي
محمد رايحي (بالفرنسية: Mohamed Rayhi)‏ (مواليد 1 يوليو 1994 في آيندهوفن)، هو لاعب كرة قدم هولندي يلعب مع نادي الوداد كلاعب جناح أيسر.

## روابط خارجية
- محمد رايحي على موقع قاعدة بيانات كرة القدم.إي يو (الإنجليزية)
- محمد رايحي على موقع Soccerway.com (الإنجليزية)
- محمد رايحي على موقع عالم كرة القدم.نت (الإنجليزية)